# Василівка (Калінінградська область)
Василівка (рос. Васильевка) — селище Озерського міського округу, Калінінградської області Росії. Входить до складу Новостроєвського сільського поселення.
Населення —  9 осіб (2015 рік). 

## Населення
| 2002 | 2010 |
| ---- | ---- |
| 38   | ↘9   |